# Robinson-Drainage
Die Robinson-Drainage ist ein geschlossenes Wunddrainagesystem mit einem Sekretauffangbeutel. Der Beutel kann nicht gewechselt werden, sondern das Sekret kann über einen Ablaufstutzen entleert werden, ähnlich dem System bei transurethralen Dauerkathetern. Die Robinson-Drainage wird intraabdominal eingelegt und arbeitet, im Gegensatz zu anderen Systemen – wie zum Beispiel der Redon-Drainage – ohne Sog.